# Verticordia mirabilis
Verticordia mirabilis là một loài thực vật có hoa trong Họ Đào kim nương. Loài này được Eliz.George & A.S.George mô tả khoa học đầu tiên năm 2001.